# Vergabeverfahren zur Lkw-Maut in Deutschland
Dieser Artikel behandelt das Vergabeverfahren zur LKW-Maut in Deutschland.

## Übersicht
- Anfang 1994 stellte die Telekom-Tochter DeTeMobil zusammen mit der französischen Firma SAGEM auf einem Pressekolloquium ein „System zur automatischen Gebührenerhebung durch GSM-Mobilfunktechnik“ vor. Wenige Wochen später startete das Bundesverkehrsministerium die Planungen für ein Feldexperiment auf der A 555 zwischen den Städten Köln und Bonn. Die Tests begannen noch 1994 und wurden vom TÜV Rheinland durchgeführt. Die Ergebnisse wurden als „zufriedenstellend“, das System der mobilen Autobahngebühr als „stabil und praktikabel“ bewertet.[1]
- Im November 1995 kündigte der damalige Verkehrsminister Matthias Wissmann (CDU) die Einführung einer streckenbezogenen LKW-Maut an.
- Im Oktober 1998 beschloss die rot-grüne Bundesregierung ein durch Maut finanziertes sog. Anti-Stau-Programm.
- Am 7. November 1998 gab Bundesverkehrsminister Franz Müntefering (SPD) bekannt, er werde bis 2002 eine streckenbezogene LKW-Maut durchsetzen. Die Verkehrsminister aller Bundesländer begrüßten das Vorhaben einhellig. Das Mautsystem und dessen technische Infrastruktur sollte durch ein privates Unternehmen finanziert, installiert und betrieben werden.
- Im September 1999 setzte Müntefering die Regierungskommission „Verkehrsinfrastrukturfinanzierung“ ein, nach ihrem Leiter Wilhelm Pällmann (1982–1991 im Vorstand der DB, pensioniert 1995) auch Pällmann-Kommission genannt.
- Im Januar 2000 begann das Vergabeverfahren als Verhandlungsverfahren mit vorgeschaltetem Teilnahmewettbewerb.
- Im September 2000 schlug die Pällmann-Kommission eine streckenabhängige Maut anstelle der bisherigen Vignette vor – geplante Gebühr: 25 Pfennig (14 Cent) pro Autobahnkilometer. Verkehrsminister war zu diesem Zeitpunkt Reinhard Klimmt (SPD), die Ausschreibung für die LKW-Maut war schon in vollem Gange, der geplante Starttermin war der 1. Januar 2003.
- Am 15. August 2001 beschloss das Bundeskabinett die Einführung einer LKW-Maut auf deutschen Autobahnen. Die Höhe der Maut ist gestaffelt nach Achszahl und Schadstoffausstoß und soll zwischen 14 und 19 Cent pro Kilometer liegen.
- Am 12. April 2002 trat das Gesetz zur Einführung von streckenbezogenen Gebühren für die Benutzung von Bundesautobahnen mit schweren Nutzfahrzeugen (BGBl I, Nr. 23, S. 1234) in Kraft. Es war die rechtliche Grundlage für die Einführung der LKW-Maut und wurde am 19. Juli 2011 durch das Bundesfernstraßenmautgesetz abgelöst.
- Im Juli 2002 setzte sich die Bietergruppe ETC.de (Electronic Toll Collect; später Toll Collect) in dem umstrittenen Vergabeverfahren gegen konkurrierende Konsortien durch.

## Die einzelnen Anbieter
- Die Bietergemeinschaft ETC.de (ab März 2002 Toll Collect, Berlin) bestand aus Deutsche Telekom, der Daimler Chrysler Services (debis) AG sowie der Compagnie Financiere et Industrielle des Autoroutes (Cofiroute S. A.), Frankreich. Ihr Konzept sah für jedes Fahrzeug eine On-Board-Unit (OBU) vor, die die Position über GPS ermittelt und die Daten mit dem Zentralrechner per GSM austauscht.
- Die Bietergemeinschaft AGES Maut System GmbH & Co. KG (Düsseldorf) bestand aus Mannesmann AG, Aral AG & Co. KG, Bundeszentralgenossenschaft Straßenverkehr e. G., DKV Euro Service GmbH & Co. KG, euroShell Deutschland GmbH, Handelsgesellschaft für Kraftfahrzeugbedarf GmbH & Co. KG sowie UTA Union Tank Eckstein GmbH & Co. KG. Sie hatte zeitbezogene Maut-Vignettensystem betreut, das bis zum 31. August 2003 in Deutschland für den Schwerverkehr ab 12 t zGG galt. Ihr Konzept sah ebenfalls eine GPS-gestützte Erfassung vor, bei dem der Datenaustausch allerdings über GPRS erfolgen sollte.

- Zur dritten Bietergemeinschaft gehörten die Fela Management AG (Dissenhofen/Schweiz) und die ThyssenKrupp AG. Die Fela Management AG hatte Gebührenerfassungsgeräte für die Leistungsabhängige Schwerverkehrsabgabe (LSVA) geliefert und entwickelt. Ihr Konzept sah für jedes Fahrzeug einen Transponder vor, der die individuelle Fahrzeugkennung über DSRC-Technik an Mautbrücken übermittelt, die jeweils zwischen allen Anschlussstellen aufgestellt sind. Im Vergleich zu den GPS-gestützten Konzepten wären höhere Infrastrukturkosten für die Mautbrücken entstanden, die fahrzeugbezogenen Kosten und Betriebskosten sollten jedoch niedriger liegen.

- Ein weiteres Konzept von Heinrich Schüssler, Erfinder und Geschäftsführer der TSR-Verkehrsmanagement-Systeme wurde erst im Herbst 2001 eingereicht. Es sollte gegenüber der Lösung von ETC.de jährliche Einsparungen in Höhe von 500 Millionen € erzielen. Da das Konzept nicht fristgerecht einging, wurde es vom Bundesverkehrsministerium nicht berücksichtigt. Ein Auftrag zur Prüfung an den Bundesrechnungshof wurde von der rot-grünen Mehrheit im Bundestags-Haushaltsausschuss abgelehnt.

## Vergabeverfahren
Die Ausschreibung zur LKW-Maut wurde von der Arbeitsgemeinschaft Beratergruppe LKW-Maut (BLM) verfasst. Die Kölner TÜV InterTraffic GmbH (eine Tochter des TÜV Rheinland) und des Beratungsunternehmens PricewaterhouseCoopers waren dabei für die IT-Technik zuständig. Für die externe Beratung entstanden Honorarkosten von 15,6 Mio. Euro.
Das Verfahren war als Verhandlungsverfahren mit vorgeschaltetem Teilnahmewettbewerb ausgestaltet, nach § 3 a Nr. 1 Abs. 4 Buchst. c in Verbindung mit § 3 a Nr. 1 Abs. 3 Satz 2 VOL/A. Nur der erste, allgemeine Teil der Ausschreibung war öffentlich und wurde im Dezember 1999 im Bundesausschreibungsblatt und im Januar 2000 im Supplement zum Amtsblatt der Europäischen Gemeinschaften veröffentlicht.
Nach Ablauf der Einsendefrist, dem 17. Februar 2000, hatten 6 Unternehmen und Unternehmensgruppen einen Antrag auf Teilnahme an dem Verfahren gestellt. Davon wurden 5 Konsortien aufgefordert, bis zum 31. Januar 2001 ein Angebot abzugeben. Diese 5 Bewerber bekamen unter Verschwiegenheitverpflichtung vertrauliche Unterlagen mit den Ausschreibungsdetails, die bis heute geheim gehalten werden.
Drei Anbieter reichten fristgerechte Angebote ein, zu den weiteren potentiellen Anbietern sollen die Siemens AG und Gedas (Telematik-Tochter der Volkswagen AG) gehört haben.

### Mai 2001: Ausschluss der Fela AG
Am 14. Mai 2001 schloss das Verkehrsministerium die Fela Management AG aus dem Verfahren aus, weil die Finanzierung des Projekts nicht mehr gesichert sei, nachdem ThyssenKrupp aus dem Konsortium ausgeschieden war. Die Finanzierung war Voraussetzung, um das System aufzubauen und potentielle Vertragsstrafen bezahlen zu können. Die Fela Management AG kritisierte die Begründung als nicht nachvollziehbar, da große Banken hinter ihrem Konzept stünden.
Am 29. Juni 2001 wurde beim Bundeskartellamt ein Nachprüfungsantrag gegen diese Entscheidung gestellt. Dieser wurde am 25. Juli 2001 aus formalen Gründen als unzulässig abgewiesen (VK2-20/01), weil Fela eine Rüge gegen den Ausschluss gegenüber der Vergabestelle 3 Tage zu spät vorgetragen hatte.

### August 2001: Ausschluss und Wiederaufnahme der AGES
Am 17. August 2001 wurde der AGES der Ausschluss vom Vergabeverfahren mitgeteilt, weil der Nachweis über genügend finanzielle Mittel fehle. Damit blieb nur noch ETC.de als Bewerber übrig.
AGES beantragte am 29. August 2001 ein Nachprüfungsverfahren beim Bundeskartellamt, der am 18. Oktober 2001 als unbegründet abgelehnt wurde (VK2-32/01). Anfang November 2001 rief AGES den Vergabesenat beim Oberlandesgericht Düsseldorf an, der am 21. Dezember 2001 in letzter Instanz entschied, dass der Ausschluss zu Unrecht erfolgt sei und das Verfahren auf den Stand vom 17. August 2001 zurückgesetzt wird.
Der zu diesem Zeitpunkt noch geplante Start der LKW-Maut am 1. Januar 2003 war damit nicht mehr zu halten.

### September 2002: Entscheidung für Toll Collect, Zusammenarbeit mit Ages
Am 1. Juli 2002 wurde der für den 1. Januar 2003 geplante Starttermin um ein halbes Jahr verschoben.
Am 10. Juni 2002 verkündete das Bundesministerium für Verkehr, Bau- und Wohnungswesen, dass zunächst mit dem Bieterkonsortium ETC.de (seit März 2002 Toll Collect) über die Erteilung des Auftrages zum LKW-Mautsystems abschließend verhandelt werden soll. ETC galt als der „preferred bidder“. Das Ministerium entschied sich am 8. Juli 2002 endgültig für Toll Collect.
Das Ages-Konsortium unterlag, weil es den Kostenaufwand für die On-Board-Units (OBU) und Maut-Terminals beträchtlich höher als Toll Collect kalkuliert hatte und mit dem Gebot um einige hundert Millionen Euro über deren Angebot lag.
Die Ages stellte erneut einen Nachprüfungsantrag beim Bundeskartellamt und verhinderte damit sofortigen Zuschlag zugunsten Toll Collect durch das Bundesverkehrsministerium. Ages kritisierte das Vergabeverfahren und bezweifelte die Leistungsfähigkeit des Angebotes von Toll Collect.
Der Antrag wurde am 4. September 2002 von der zweiten Vergabekammer abgewiesen. Ages legte Beschwerde beim Düsseldorfer Oberlandesgericht ein, der am 19. September 2002 stattgegeben wurde. Diese Entscheidung hatte aufschiebende Wirkung und verhinderte erneut die Vergabe des Maut-Auftrages an Toll Collect.
Ages zog seine Beschwerde bereits am nächsten Tag wieder zurück, weil Toll Collect plane, „bestimmte geschäftliche Leistungen der Ages Maut System GmbH & Co KG bei der Realisierung des neuen dualen Maut-Systems auf Grund der Sachkompetenz und der Expertise beim gegenwärtigen manuellen System einzubinden“. Damit werde auch Ages am Aufbau des Mautsystems partizipieren. Klaus Mangold, Vorstandsvorsitzender der DaimlerChrysler Services, sprach von einem Anteil unter 20 % und verneinte, dass Toll Collect von Ages mit dem Rechtsstreit erspresst worden wäre.
Durch die Verzögerungen war der bereits auf den 1. Juli 2003 verschobene Starttermin nicht mehr zu halten.

### Kritik am Vergabeverfahren
Kritiker waren bereits 2001 der Ansicht, der Ausgang des Verfahrens stünde bereits fest. ETC.de solle als Gewinner hervorgehen, um den Börsenwert der Telekom zu stützen.
Der Geschäftsführer der Fela Management AG, Ernst Uhlmann, erklärte nach dem Ausschluss seines Unternehmens, dass es auf ausdrückliches Drängen des Bundesverkehrsministeriums an der Ausschreibung teilgenommen habe. Kritiker mutmaßten, dass die mittelständische Fela Management AG nie ernsthaft als Betreiber in Betracht gezogen worden sei und nur als „Zählkandidat“ gedient habe, um die Anzahl der Anbieter zu erhöhen.
Der Einsatz externer Mitarbeiter in deutschen Bundesministerien ist immer wieder in der Kritik. Genau in der Zeit als das Vergabeverfahren stattfand, war Dr. Heinrich Osterloh im Bundesverkehrsministerium beschäftigt. Bezahlt wurde Dr. Osterloh allerdings von DaimlerChrysler, bei dem er zum damaligen Zeitpunkt Leiter der Abteilung Konzernstrategie-Verkehrspolitik war. DaimlerChrysler war eben einer der Konzerne, die in dem Betreiberkonsortium waren, welches den Milliardenauftrag für die LKW-Maut letztlich erhalten hat. Es gibt Vermutungen, dass Dr. Osterloh Informationen aus dem Ministerium an seinen Arbeitgeber weitergegeben hat.
Es wird auch kritisiert, dass das Bundesverkehrsministerium 15,6 Millionen Euro für externe Berater vor der Einführung sowie 7,8 Millionen Euro für die „Beratergruppe Lkw-Maut (BLM)“ benötigt hat.
Andere Kritiker äußerten, dass die Politik ein satellitengestütztes System bevorzuge, um Aufgabenfelder für das geplante europäische Satellitenprojekt Galileo zu schaffen. Die EU-Kommission versuchte 2003, für eine zukünftige EU-weite LKW-Maut ab 2012 ein satellitengestütztes System vorzuschreiben.
Weiter wurde kritisiert, dass das Mautsystem nicht nur der Mauterhebung dienen sollte, sondern auch als Industriepolitik und Technologieförderung gedacht war. In „Fakten zur LKW-Maut, 2003–2004“ vom Bundesministerium für Verkehr, Bau- und Wohnungswesen wurde dieses Ziel wie folgt beschrieben: Deutschland wird mit der weitgehend automatischen Erhebung der LKW-Maut zum technologischen Vorreiter in Europa und weltweit. Dies eröffnet neue Marktchancen für die Industrie und sichert Arbeitsplätze. Die weltweit erstmalige Realisierung eines solchen Systems kann in Deutschland zudem auch auf anderen Feldern der Informationstechnologie einen Innovationsschub auslösen. Kritiker verglichen das mit der Entwicklung des später gescheiterten Transrapid.
Als Worst-Case-Szenario einer Expertenschätzung wurden im Falle des technischen Scheiterns Schäden von 4,8 Mrd. Euro genannt.

## Die Vertragsunterzeichnung
Am 20. September 2002 und damit 2 Tage vor der Bundestagswahl wurde der Vertrag zwischen Bundesverkehrsministerium und Toll Collect unterzeichnet. Als Ort für Unterzeichnung und Beurkundung wurde nicht Deutschland, sondern die Stadt Zug in der Schweiz gewählt, ohne dass dies publik gemacht wurde. Bundesverkehrsminister war zu diesem Zeitpunkt Kurt Bodewig (SPD).
Als Starttermin wurde der 31. August 2003 festgelegt. Im Nachhinein wurden die festgelegten Zwischentermine (Milestones) bekannt:
- 21. Mai 2003: System sollte stehen
- 15. Juni 2003: Funktion sollte überprüft sein
- Mitte August 2003: Probebetrieb sollte laufen

Keiner dieser Termine konnte von Toll Collect eingehalten werden.

### Geheimhaltung
Die Vertragsdetails werden geheim gehalten und sind selbst für die Abgeordneten des Deutschen Bundestages nicht zugänglich.
Der Antrag von Jörg Tauss (MdB, damals SPD) Anfang 2006, den Vertrag unter Berufung auf das Informationsfreiheitsgesetz einzusehen, wurde abgelehnt. Eine um die Geschäftsgeheimnisse von Toll Collect bereinigte Version zu erstellen, lehnte das Verkehrsministerium „mangels Sachverstands“ ab.

### Kritik am Toll Collect-Mautsystem

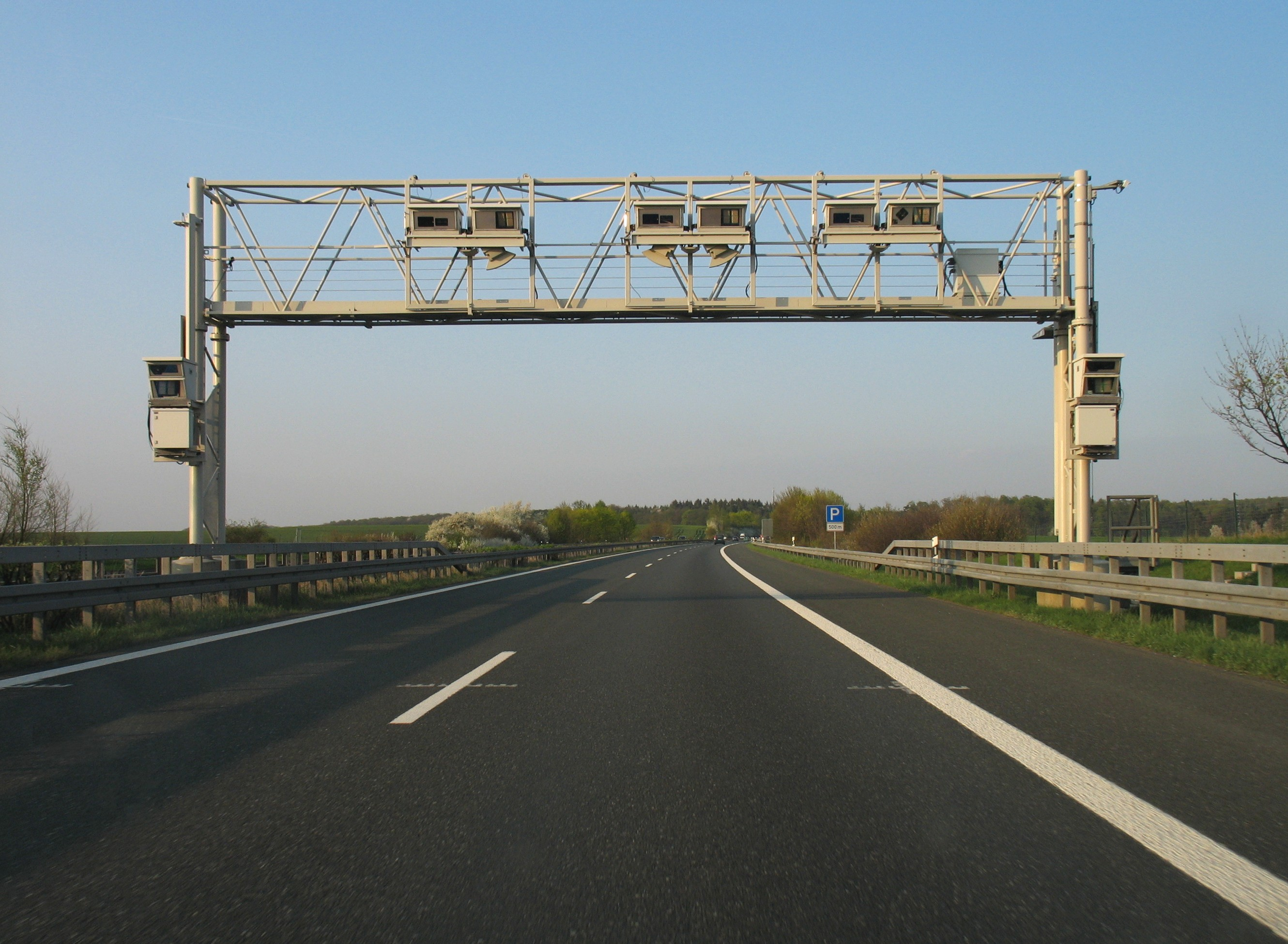
Kontrollbrücke auf der A 81

Neben der Kritik am Vergabeverfahren und Vertragswerk wird auch die Technik des Toll Collect-Mautsystems kritisiert.
- Störsender oder GPS-Jammer könnten die sichere Gebührenerfassung stören oder sabotieren.
- In der ersten Stufe der Mauteinführung (bis 1. Januar 2006) könnten die abgespeicherten Mautkoordinaten der OBU-1 nicht geändert werden. Dadurch sei es nicht möglich, durch „Mautflüchtlinge“ belastete Bundes- und Landstraßen in das Mautsystem aufzunehmen.
- Anfang Juni 2004 wurde bekannt, dass die Tarifinformation nicht variabel angelegt ist und zum Beispiel per Funk an die Geräte übertragen werden kann. Für eine Änderung der Gebühr sei der Ausbau aller OBUs in der Werkstatt mit folgender Umprogrammierung notwendig[12].

Im Vorfeld der LKW-Maut in Österreich gab die ASFINAG 1999 ein Gutachten bei der Rapp AG (Basel/Schweiz) in Auftrag. Es kommt zu dem Schluss, dass ein GPS-/GSM-Mautsystem keine Vorteile, jedoch gravierende Nachteile und Probleme habe. Diese lägen vor allem im Ablauf des Gesamtsystems wie der Kontrolle, der Behandlung von Fahrzeugen ohne OBU oder einer für den Benutzer und juristische Fragen untransparenten Erfassung. Das Gutachten nennt folgende potentiellen Mängel eines GPS-Mautsystems:
- Eine OBU-Pflicht kann wegen der hohen Kosten nicht durchgesetzt werden. Fahrzeuge ohne OBU können auf langen Streckenabschnitten unerkannt unterwegs sein.
- Wegen der OBU-Kosten kann das System nicht ohne weiteres auf PKW aufgeweitet werden.
- Die einfache Abschattung der GPS-Antenne unterbricht die sichere Gebührenerfassung.
- Der Ausgang juristischer Streitigkeiten um GPS-gestützte Gebührenabrechnungen ist völlig offen, da es weltweit keine Präzedenzfälle gibt.
- Einzelne Kontrollbrücken können die Bezahlung nur punktuell prüfen, jedoch nicht für die gesamte gefahrene Strecke.
- Mögliche Datenschutzauflagen können die Speicherung einer Fahrtroute verbieten, sodass nur Streckenabschnitte mit Kontrollbrücken berechnet werden würden.
- Die Kontrollbrücken erkennen aufgrund der OCR-Fehlerquote nur etwa 80 % der Kennzeichen von Fahrzeugen ohne OBU.
- Halter und Daten ausländischer Fahrzeuge ohne OBU können nachträglich nicht ermittelt werden.

## Das Scheitern der Mauteinführung 2003
Zum festgesetzten Starttermin, dem 31. August 2003, konnte die Erfassung der Gebühr nicht beginnen, da zahlreiche Probleme beim Aufbau des Systems bestanden und weiterhin bestehen.
Als neuer Termin wurde von Verkehrsminister Manfred Stolpe der 2. November 2003 festgesetzt, bis dahin sollte eine nicht gebührenpflichtige Testphase stattfinden. Im Rahmen eines Krisengipfel des Bundesverkehrsministers mit Vertretern der Industrie am 5. Oktober 2003 in Berlin wurde jedoch auch dieser Termin gekippt. Die Einführung des Systems war damit auf unbestimmte Zeit verschoben.
Ein Sprecher des Bundesverkehrsministeriums sprach Anfang November 2003 von 86 bekannten Fehlern im Mautsystem. Veröffentlicht wurden
sie nicht, etliche Probleme und Fehler sind allerdings bekannt:
- Lieferengpässe und Fehlfunktionen der On-Board-Units, dem Kern des Abrechnungssystems.
- Nicht alle Messbrücken wurden rechtzeitig fertiggestellt.
- Es stehen noch nicht genügend Automaten, sog. Mautstellen-Terminals, für das manuelle Einbuchen zur Verfügung.
- Die Maut-Terminals stürzten aufgrund von Software-Fehlern ab.
- An den Maut-Terminals stehen zu wenig Fremdsprachen für die Bedienung durch ausländische LKW-Fahrer zur Verfügung, im Regelfall nur die Sprachen Deutsch, Englisch, Französisch und Polnisch.
- Schwierigkeiten bei der Systemintegration, dem korrekten Zusammenspiel aller Hardware- und Software-Komponenten.

Die Bundesregierung bezifferte den Ausfall bereits budgetierter Einnahmen auf mindestens 156 Millionen Euro pro Monat. Die CDU-Opposition machte Stolpe persönlich für die Verzögerungen verantwortlich und forderte seinen Rücktritt.

## Neuverhandlungen nach dem Scheitern der ersten Verhandlungsrunde Ende 2003
Am 13. Dezember 2003 scheiterten die Verhandlungen zwischen dem Bundesverkehrsministerium und Toll Collect. Der Sprecher des Bundesverkehrsministeriums erklärte in Berlin, Toll Collect habe keinen neuen Termin für die Mauteinführung genannt und sei auch in Frage der Einnahmeausfälle zu keinem Entgegenkommen bereit gewesen. Zuvor hatten Vertreter von Telekom und DaimlerChrysler in Presseinterviews von einem „Zeitfenster drittes Quartal 2004“ gesprochen.
Am 18. Dezember 2003 tagte der Haushaltsausschuss des Deutschen Bundestages. Mit den Stimmen aller Fraktionen wurde beschlossen, dass der Vertrag mit Toll Collect zu kündigen sei, falls bis zum 31. Dezember 2003 kein verbindlicher Termin zur Einführung der Lkw-Maut genannt werden sollte und Toll Collect nicht bereit sei, die entstandenen Einnahmeausfälle des Bundes zu begleichen. Bundesverkehrsminister Manfred Stolpe kündigte zunächst an, sich an diese Vorgabe zu halten.
Am 26. Dezember 2003 verlängerte Stolpe jedoch überraschend die Verhandlungsfrist mit Toll Collect um einen weiteren Monat. Der mögliche Kündigungstermin verschob sich damit auf Ende Januar 2004.
Am 27. Januar 2004 legte Toll Collect dem Verkehrsministerium neue Projektpläne vor. Das System soll in zwei Stufen Ende Dezember 2004 und endgültig bis Ende 2005 eingeführt werden. Für den Fall weiterer Verzögerungen bietet Toll Collect eine Höchsthaftung von maximal 500 Millionen Euro an.
Am 15. Februar 2004 scheiterten mehrtägige Verhandlungen zwischen Stolpe und der Toll-Collect-Führung.
Am 17. Februar 2004 gab Verkehrsminister Manfred Stolpe auf einer Pressekonferenz in Berlin die Kündigung des Vertrages bekannt. Damit lief eine zwei Monate dauernde Frist an. Das Mautsystem sollte neu ausgeschrieben, die alte Maut-Vignette zwei Monate später als Interimslösung wieder eingeführt werden.
Am 29. Februar 2004 verkündete Bundeskanzler Gerhard Schröder eine Einigung mit den Anteilseignern von Toll Collect DaimlerChrysler und Telekom. Kern der Vereinbarungen war die Einführung der LKW-Maut mit eingeschränkter Funktionalität zum 1. Januar 2005. Am 1. Januar 2006 soll das Mautsystem dann im vollen Umfang funktionsfähig sein. Die Haftung wurde bei einer Milliarde Euro gedeckelt, die Telekom erhält mehr Gewicht. Siemens steigt stärker in das Projekt ein: Das Unternehmen soll die Verantwortlichkeit für die technische Projektkoordination der On-Board-Unit 2 übernehmen, die ab 2006 den Betrieb der Vollversion sichern soll.
Am 11. März 2004 wurde bekannt, dass die CDU einen FDP-Antrag auf Einrichtung eines Bundestags-Untersuchungsausschusses zur LKW-Maut nicht unterstützen wird. Da damit das notwendige Quorum von mindestens einem Viertel der Bundestagsabgeordneten nicht zustande kam, wurde kein entsprechender Ausschuss eingesetzt.
Am 16. Mai 2004 veröffentlichte Toll Collect eine Pressemitteilung, dass „unabhängige Sachverständige“ bestätigt hätten, 99,2 Prozent aller Autobahnabschnitte würden vom Mautsystem korrekt erfasst. Auch an den rund 6.000 Ein- und Ausfahrten arbeite das System mit einer Erkennungsquote von 98,9 Prozent.
Mitte Juni 2004 verkündete Toll Collect, dass ein Systemtest mit 41 Fahrzeugen vom 8. bis 21. Mai eine gutachterlich testierte Zuverlässigkeit von 99,6 % erbracht hätte. Aufgrund dieses Sachverständigengutachtens könne nun mit dem Versand und dem Einbau der Fahrzeuggeräte (OBUs) begonnen werden. Diese Meldung wurde von zahlreichen Medien ohne weitergehende Prüfung übernommen. Unklar ist, wie der Wert von 99,6 % zustande kam und um welche Sachverständige es sich dabei handelte – Toll Collect verweigerte dazu jede Auskunft. Journalisten vermuteten die „unabhängigen Gutachter“ in den Reihen des TÜV Rheinland, der bereits an der Ausschreibung zur LKW-Maut beteiligt war.
Anfang Juli 2004 bestätigte ein Sprecher des Bundesverkehrsministeriums einen Zeitungsbericht, dass der Bund mit der Forderung von Schadensersatz in Höhe von 3,7 Mrd. Euro (bis Januar 2005) in die Schiedsgerichtsverhandlung mit Toll Collect gehen werde. Ansonsten „…gibt es derzeit keinen Grund zur Annahme, dass der 1. Januar 2005 gefährdet ist“. Kritischer sah dies der Vorsitzende vom Bundesverband Güterkraftverkehr Logistik und Entsorgung (BGL), Karlheinz Schmidt in einem Interview mit der Berliner Zeitung: „Wenn ich wetten müsste, würde ich tippen, dass die Maut im Januar nicht kommt“.